# Locunolé
Locunolé is een gemeente in het Franse departement Finistère (regio Bretagne). De plaats maakt deel uit van het arrondissement Quimper. De inwoners worden in het Frans Locunolois genoemd. Locunolé telde op 1 januari 2022 1.166 inwoners.

## Geografie
De oppervlakte van Locunolé bedroeg op 1 januari 2022 16,78 vierkante kilometer; de bevolkingsdichtheid was toen 69,5 inwoners per km².

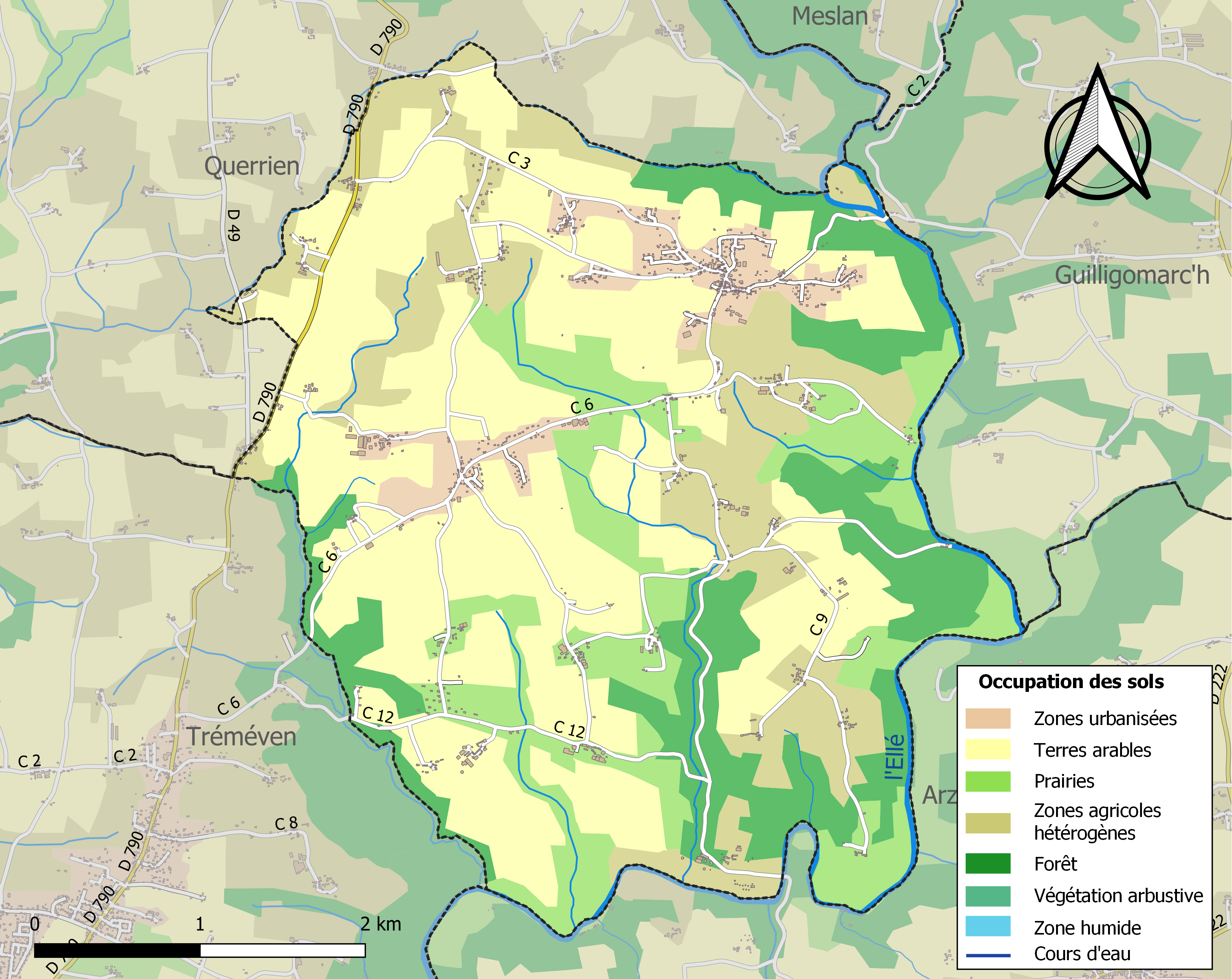
Kaart van de gemeente met belangrijkste infrastructuur, bodemgebruik en omliggende gemeenten

## Demografie
Onderstaande figuur toont het verloop van het inwonertal (bron: INSEE-tellingen).